# Кинг-Джордж (остров)
Кинг-Джордж (англ. King George Island, он же Ватерло́о) — самый крупный остров Южных Шетландских островов. Назван британским мореплавателем Эдвардом Брансфилдом в честь короля Великобритании и Ирландии Георга III. В Аргентине остров именуется как Исла-25-де-Майо (исп. Isla 25 de Mayo) в честь дня начала Майской революции.

## География

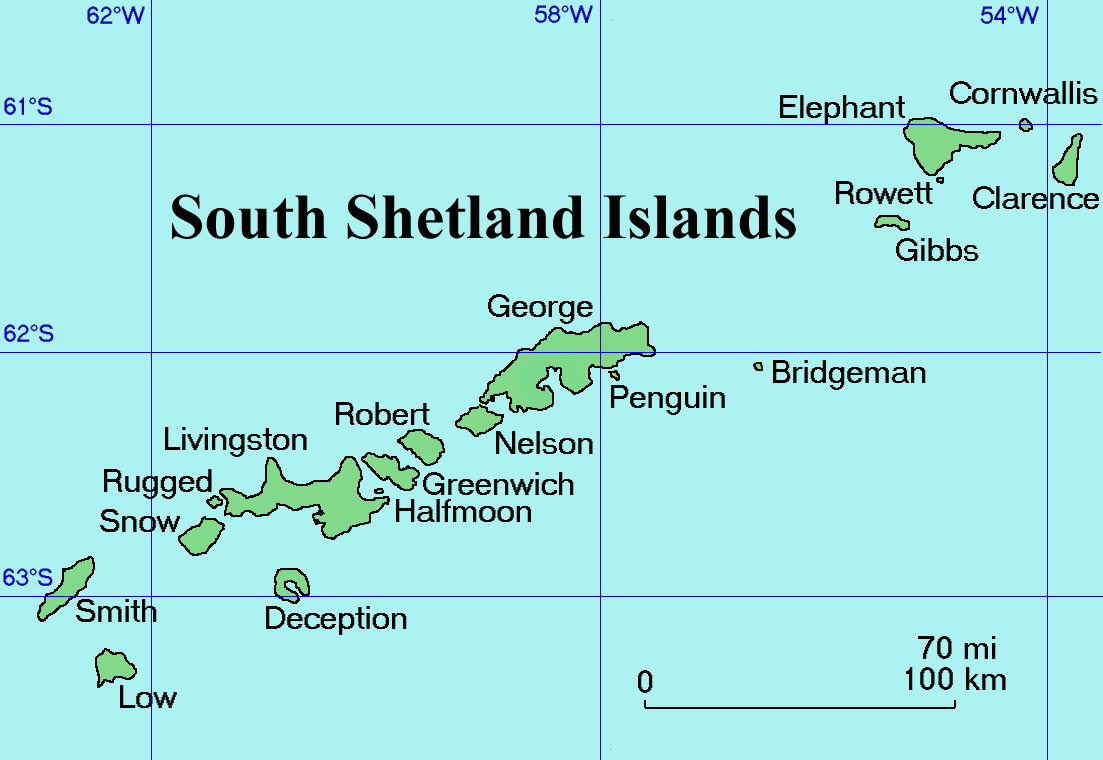
Карта Южных Шетландских островов (английский вариант)

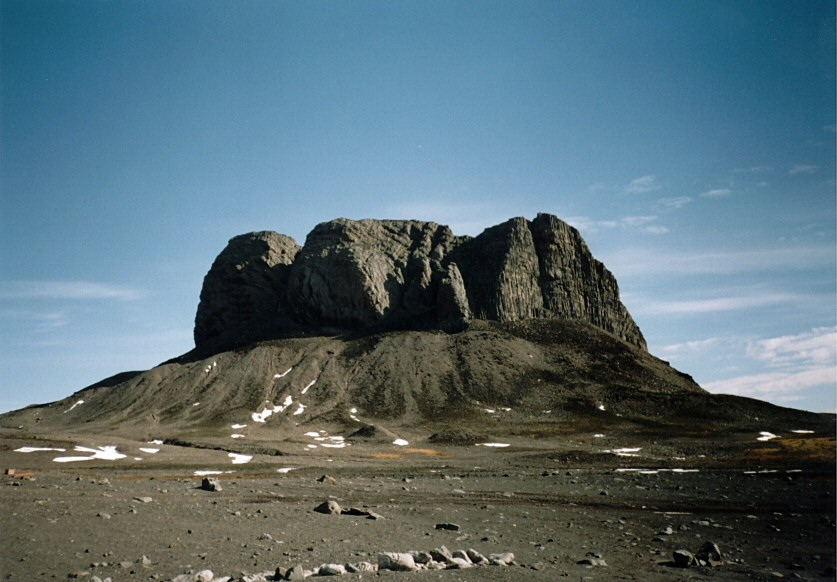
Потухший вулкан Три Брата (Tres Hermanos), расположенный вблизи аргентинской станции «Карлини» на острове Кинг-Джордж

Протяжённость острова с северо-запада на юго-восток 16 миль, а с северо-востока на юго-запад около 43 миль (примерно 30 на 78 километров).
Юго-восточная часть острова сильно изрезана, имеет множество бухт и заливов. На северо-западной части острова бухты отсутствуют. Подход к этой части острова опасен из-за множества подводных камней. Большая часть острова занята ледником. Свободные ото льда участки острова (оазисы) представляют собой мелкосопочник. Многочисленные холмы сложены вулканическими породами и сильно разрушены временем и погодой.
Высота некоторых вершин превышает 500 м, а высота ледников достигает 600 м. На острове большое количество озёр, крупнейшее — Китеж. В зимний период вода из некоторых озёр уходит за счёт фильтрации через породы, слагающие их основание.
От острова Нельсон остров Кинг-Джордж отделён проливом Файлдс, ширина которого доходит до 150 метров. Проход по проливу крайне опасен из-за большого количества подводных камней.

## История
Остров был открыт и грубо картографирован Уильямом Смитом 16 октября 1819 года, тогда же на нём была совершена первая высадка, считающаяся первой не только на Южных Шетландских островах, но и вообще в Антарктике. 22 января 1820 года остров был повторно картографирован во время плавания Эдварда Брансфилда и получил своё название. В 1821 году в ходе Первой русской антарктической экспедиции Беллинсгаузена и Лазарева получил русское название Ватерлоо в честь битвы 1815 года. На некоторых картах, в частности советских и российских, встречаются оба наименования — вначале английское и затем в скобках — русское: остров Кинг-Джордж (Ватерлоо).
9 апреля 1984 года на территории станции Президент Эдуардо Фрей Монталва в коммуне Антарктика провинции Антарктика-Чилена было основано поселение Вилья-лас-Эстрельяс. Это один из 2 населённых пунктов в Антарктиде с постоянным населением (другим является материковая аргентинская станция Эсперанса). Суверенитет Чили над территорией, на которой расположен посёлок, не признан большинством стран мира.

## Население

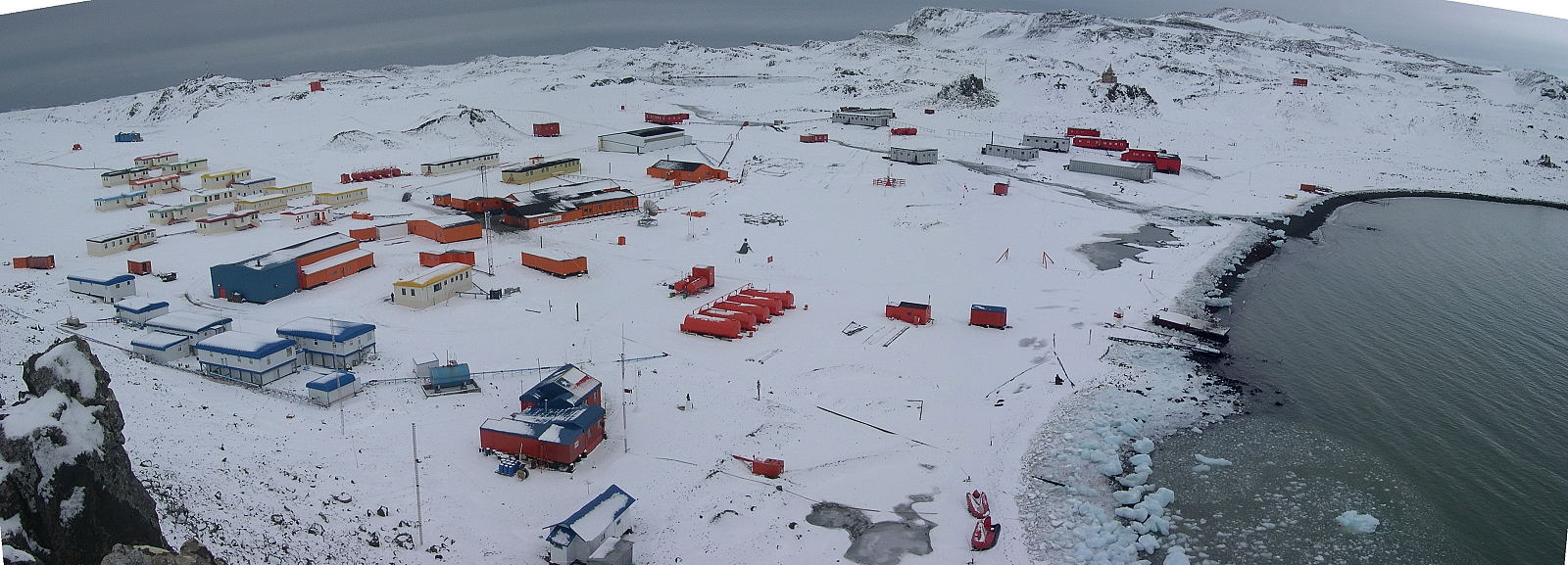
Чилийская станция «Фрей» и российская «Беллинсгаузен» (вдали справа)

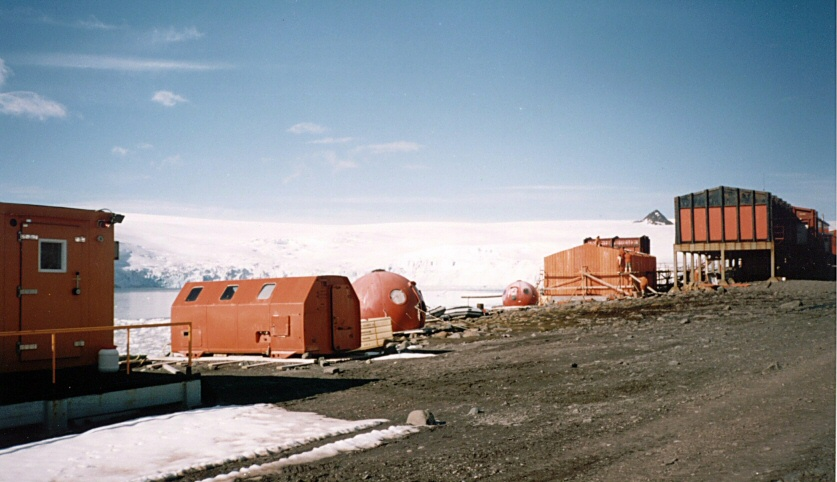
Аргентинская станция «Карлини»

Население острова составляет лишь персонал исследовательских станций, принадлежащих Аргентине (Карлини), Бразилии (Команданте Феррас), Китаю (Чанчэн — Великая Стена), Польше (Генрик Арктовский), России (Беллинсгаузен), Уругваю (Генерал Артигас), Перу (Мачу-Пикчу), Чили (Президент Эдуардо Фрей) и Южной Корее (Король Седжон на полуострове Бартон).
На чилийской станции «Президент Эдуардо Фрей» имеется почтовое отделение, откуда все желающие могут отправить авиапочтой письма. В летний сезон регулярные авиарейсы чилийских военных грузопассажирских самолётов до города Пунта-Аренас осуществляются примерно один раз в одну-две недели.
В 2004 году возле российской станции была возведена самая южная православная Церковь Святой Троицы, священники которой меняются ежегодно вместе с составом станции «Беллинсгаузен».
Летом на остров в районе антарктических станций (обычно у «Президент Эдуардо Фрей» и «Беллинсгаузен») регулярно высаживаются с туристических кораблей по несколько десятков туристов для проведения коротких экскурсий.